# Leona Lewis/Diskografie
Diese Diskografie ist eine Übersicht über die musikalischen Werke der britischen Pop-Sängerin Leona Lewis. Den Quellenangaben und Schallplattenauszeichnungen zufolge hat sie bisher mehr als 30,6 Millionen Tonträger verkauft, davon alleine in ihrem Heimatland über 11,3 Millionen. Ihre erfolgreichste Veröffentlichung ist die Single Bleeding Love mit mehr als 10,4 Millionen verkauften Einheiten.

## Alben

### Studioalben
| Jahr | Titel      | Höchstplatzierung, Gesamtwochen, AuszeichnungChartplatzierungen (Jahr, Titel, Platzierungen, Wochen, Auszeichnungen, Anmerkungen) | Höchstplatzierung, Gesamtwochen, AuszeichnungChartplatzierungen (Jahr, Titel, Platzierungen, Wochen, Auszeichnungen, Anmerkungen) | Höchstplatzierung, Gesamtwochen, AuszeichnungChartplatzierungen (Jahr, Titel, Platzierungen, Wochen, Auszeichnungen, Anmerkungen) | Höchstplatzierung, Gesamtwochen, AuszeichnungChartplatzierungen (Jahr, Titel, Platzierungen, Wochen, Auszeichnungen, Anmerkungen) | Höchstplatzierung, Gesamtwochen, AuszeichnungChartplatzierungen (Jahr, Titel, Platzierungen, Wochen, Auszeichnungen, Anmerkungen) | Anmerkungen                                                   |
| Jahr | Titel      | DE | AT | CH | UK | US | Anmerkungen                                                   |
| ---- | ---------- | --- | --- | --- | --- | --- | ------------------------------------------------------------- |
| 2007 | Spirit     | DE1 ×3Dreifachplatin · (87 Wo.)DE                                                                                                 | AT1 Platin · (60 Wo.)AT | CH1 ×2Doppelplatin · (74 Wo.)CH                                                                                                   | UK1 ×10Zehnfachplatin · (103 Wo.)UK                                                                                               | US1 Platin · (61 Wo.)US | Erstveröffentlichung: 9. November 2007 Verkäufe: + 10.000.000 |
| 2009 | Echo       | DE12 Gold · (15 Wo.)DE | AT8 Gold · (13 Wo.)AT | CH3 Gold · (21 Wo.)CH | UK1 ×2Doppelplatin · (25 Wo.)UK                                                                                                   | US13 (4 Wo.)US | Erstveröffentlichung: 9. November 2009 Verkäufe: + 1.155.000  |
| 2012 | Glassheart | DE6 (4 Wo.)DE | AT5 (4 Wo.)AT | CH29 (11 Wo.)CH | UK3 Silber · (8 Wo.)UK | — | Erstveröffentlichung: 12. Oktober 2012 Verkäufe: + 60.000     |
| 2015 | I Am       | DE33 (1 Wo.)DE | AT34 (1 Wo.)AT | CH23 (5 Wo.)CH | UK12 (3 Wo.)UK | US38 (1 Wo.)US | Erstveröffentlichung: 11. September 2015                      |

### Kompilationen
- 2009: Best Kept Secret

### EPs
- 2011: Hurt: The EP

### Weihnachtsalben
| Jahr | Titel                | Höchstplatzierung, Gesamtwochen, AuszeichnungChartplatzierungen (Jahr, Titel, Platzierungen, Wochen, Auszeichnungen, Anmerkungen) | Höchstplatzierung, Gesamtwochen, AuszeichnungChartplatzierungen (Jahr, Titel, Platzierungen, Wochen, Auszeichnungen, Anmerkungen) | Höchstplatzierung, Gesamtwochen, AuszeichnungChartplatzierungen (Jahr, Titel, Platzierungen, Wochen, Auszeichnungen, Anmerkungen) | Höchstplatzierung, Gesamtwochen, AuszeichnungChartplatzierungen (Jahr, Titel, Platzierungen, Wochen, Auszeichnungen, Anmerkungen) | Höchstplatzierung, Gesamtwochen, AuszeichnungChartplatzierungen (Jahr, Titel, Platzierungen, Wochen, Auszeichnungen, Anmerkungen) | Anmerkungen                                                 |
| Jahr | Titel                | DE | AT | CH | UK | US | Anmerkungen                                                 |
| ---- | -------------------- | --- | --- | --- | --- | --- | ----------------------------------------------------------- |
| 2013 | Christmas, with Love | DE28 (4 Wo.)DE | — | CH42 (4 Wo.)CH | UK13 Gold · (4 Wo.)UK | US113 (1 Wo.)US | Erstveröffentlichung: 29. November 2013 Verkäufe: + 122.000 |

## Singles

### Als Leadmusikerin
| Jahr | Titel Album                                        | Höchstplatzierung, Gesamtwochen, AuszeichnungChartplatzierungen (Jahr, Titel, Album, Platzierungen, Wochen, Auszeichnungen, Anmerkungen) | Höchstplatzierung, Gesamtwochen, AuszeichnungChartplatzierungen (Jahr, Titel, Album, Platzierungen, Wochen, Auszeichnungen, Anmerkungen) | Höchstplatzierung, Gesamtwochen, AuszeichnungChartplatzierungen (Jahr, Titel, Album, Platzierungen, Wochen, Auszeichnungen, Anmerkungen) | Höchstplatzierung, Gesamtwochen, AuszeichnungChartplatzierungen (Jahr, Titel, Album, Platzierungen, Wochen, Auszeichnungen, Anmerkungen) | Höchstplatzierung, Gesamtwochen, AuszeichnungChartplatzierungen (Jahr, Titel, Album, Platzierungen, Wochen, Auszeichnungen, Anmerkungen) | Anmerkungen                                                                         | [↑]: gemeinsam behandelt mit vorhergehendem Eintrag; [←]: in beiden Charts platziert |
| Jahr | Titel Album                                        | DE | AT | CH | UK | US | Anmerkungen                                                                         |                                                                                      |
| --- | -------------------------------------------------- | --- | --- | --- | --- | --- | ----------------------------------------------------------------------------------- | ------------------------------------------------------------------------------------ |
| 2006 | A Moment Like This Spirit                          | — | — | — | UK1 Platin · (19 Wo.)UK | — | Erstveröffentlichung: 17. Dezember 2006 Verkäufe: + 600.000                         |                                                                                      |
| 2007 | Bleeding Love Spirit                               | DE1 ×5Fünffachgold · (37 Wo.)DE | AT1 Gold · (37 Wo.)AT | CH1 (65 Wo.)CH | UK1 ×4Vierfachplatin · (38 Wo.)UK | US1 Platin + Platin (Mastertone) · (39 Wo.)US                                                                                            | Erstveröffentlichung: 19. Oktober 2007 Verkäufe: + 10.400.000                       |                                                                                      |
| 2007 | Forgiveness Spirit[DE: ↑][AT: ↑][CH: ↑]            | DE1 ×5Fünffachgold · (37 Wo.)DE | AT1 Gold · (37 Wo.)AT | CH1 (65 Wo.)CH | UK46 (2 Wo.)UK[US: ↑] | US1 Platin + Platin (Mastertone) · (39 Wo.)US                                                                                            |                                                                                     |                                                                                      |
| 2007 | Footprints in the Sand Spirit                      | DE2 Gold · (26 Wo.)DE | AT3 (23 Wo.)AT | CH35 (3 Wo.)CH | UK25 Silber · (12 Wo.)UK | US11 (31 Wo.)US | Erstveröffentlichung: 19. Oktober 2007 Verkäufe: + 200.000                          |                                                                                      |
| 2007 | Better in Time Spirit[DE: ↑][AT: ↑]                | DE2 Gold · (26 Wo.)DE | AT3 (23 Wo.)AT | CH5 (42 Wo.)CH | UK2 Platin · (27 Wo.)UK[US: ↑] | US11 (31 Wo.)US | Erstveröffentlichung: Februar 2007 Verkäufe: + 657.500                              |                                                                                      |
| 2007 | Whatever It Takes Spirit                           | — | — | — | UK61 (2 Wo.)UK | — | Erstveröffentlichung: November 2007                                                 |                                                                                      |
| 2007 | The First Time Ever I Saw Your Face Spirit         | — | — | — | UK73 (3 Wo.)UK | — | Erstveröffentlichung: November 2007                                                 |                                                                                      |
| 2007 | Take a Bow Spirit                                  | — | — | — | UK97 (1 Wo.)UK | — | Erstveröffentlichung: November 2007                                                 |                                                                                      |
| 2008 | Forgive Me Spirit                                  | DE15 (9 Wo.)DE | AT15 (12 Wo.)AT | CH12 (7 Wo.)CH | UK5 Silber · (10 Wo.)UK | — | Erstveröffentlichung: 10. September 2008                                            |                                                                                      |
| 2008 | Run Spirit                                         | DE3 ×2Doppelplatin · (100 Wo.)DE | AT1 Gold · (57 Wo.)AT | CH2 (72 Wo.)CH | UK1 ×2Doppelplatin · (44 Wo.)UK | US81 (1 Wo.)US | Erstveröffentlichung: 30. November 2008 Original: Snow Patrol Verkäufe: + 1.815.000 |                                                                                      |
| 2008 | Misses Glass Spirit                                | — | — | — | UK98 (1 Wo.)UK | — | Erstveröffentlichung: 30. November 2008                                             |                                                                                      |
| 2009 | I Will Be Spirit                                   | — | — | — | — | US66 (6 Wo.)US | Erstveröffentlichung: 6. Januar 2009                                                |                                                                                      |
| 2009 | Happy Echo                                         | DE3 (19 Wo.)DE | AT2 (16 Wo.)AT | CH4 (18 Wo.)CH | UK2 Silber · (10 Wo.)UK | US31 (9 Wo.)US | Erstveröffentlichung: 15. September 2009 Verkäufe: + 240.000                        |                                                                                      |
| 2009 | Stop Crying Your Heart Out Echo                    | — | — | — | UK29 (7 Wo.)UK | — | Erstveröffentlichung: November 2009                                                 |                                                                                      |
| 2009 | I See You James Cameron’s Avatar O.S.T.            | — | — | — | — | — | Erstveröffentlichung: 3. Dezember 2009                                              |                                                                                      |
| 2010 | I Got You Echo                                     | DE43 (4 Wo.)DE | AT30 (4 Wo.)AT | CH57 (3 Wo.)CH | UK14 Silber · (11 Wo.)UK | — | Erstveröffentlichung: 19. Februar 2010 Verkäufe: + 200.000                          |                                                                                      |
| 2011 | Collide Glassheart                                 | — | AT29 (3 Wo.)AT | — | UK4 Silber · (6 Wo.)UK | — | Erstveröffentlichung: 29. August 2011 mit Avicii; Verkäufe: + 200.000               |                                                                                      |
| 2011 | Hurt Hurt: The EP                                  | — | — | — | UK8 (2 Wo.)UK | — | Erstveröffentlichung: 9. Dezember 2011 Original: Nine Inch Nails                    |                                                                                      |
| 2012 | Trouble Glassheart                                 | DE27 (6 Wo.)DE | AT32 (2 Wo.)AT | CH75 (1 Wo.)CH | UK7 (4 Wo.)UK | — | Erstveröffentlichung: 7. Oktober 2012 feat. Childish Gambino                        |                                                                                      |
| 2013 | Lovebird Glassheart                                | — | — | — | — | — | Erstveröffentlichung: 12. April 2013                                                |                                                                                      |
| 2013 | One More Sleep Christmas, with Love                | DE76 (4 Wo.)DE | AT68 (2 Wo.)AT | CH54 (7 Wo.)CH | UK3 ×3Dreifachplatin · (49 Wo.)UK | — | Erstveröffentlichung: 5. November 2013 Verkäufe: + 1.800.000                        |                                                                                      |
| 2015 | Fire Under My Feet I Am                            | DE94 (1 Wo.)DE | AT74 (1 Wo.)AT | — | UK51 (1 Wo.)UK | — | Erstveröffentlichung: 4. Mai 2015                                                   |                                                                                      |
| 2015 | I Am                                               | — | — | — | — | — | Erstveröffentlichung: 17. Juli 2015                                                 |                                                                                      |
| 2015 | Thunder I Am                                       | — | — | — | — | — | Erstveröffentlichung: 25. September 2015                                            |                                                                                      |
| 2015 | Headlights –                                       | — | — | — | — | — | Erstveröffentlichung: 26. Oktober 2018 mit Hellberg                                 |                                                                                      |
| Folgende Lieder erschienen nicht als Single, wurden aber durch das Album zum Download und Streaming bereitgestellt und konnten somit eine Platzierung erlangen: |                                                    | | | | | |                                                                                     |                                                                                      |
| |                                                    | | | | | |                                                                                     |                                                                                      |
| 2018 | Winter Wonderland Christmas, with Love             | DE54 (3 Wo.)DE | — | CH71 (2 Wo.)CH | — | — | Charteinstieg DE: 28. Dezember 2018 Charteinstieg CH: 31. Dezember 2023             |                                                                                      |
| 2022 | Kiss Me It’s Christmas Christmas, with Love Always | — | — | — | UK87 (2 Wo.)UK | — | Charteinstieg: 6. Januar 2022 feat. Ne-Yo                                           |                                                                                      |

### Als Gastmusikerin
| Jahr | Titel Album                                     | Höchstplatzierung, Gesamtwochen, AuszeichnungChartplatzierungen (Jahr, Titel, Album, Platzierungen, Wochen, Auszeichnungen, Anmerkungen) | Höchstplatzierung, Gesamtwochen, AuszeichnungChartplatzierungen (Jahr, Titel, Album, Platzierungen, Wochen, Auszeichnungen, Anmerkungen) | Höchstplatzierung, Gesamtwochen, AuszeichnungChartplatzierungen (Jahr, Titel, Album, Platzierungen, Wochen, Auszeichnungen, Anmerkungen) | Höchstplatzierung, Gesamtwochen, AuszeichnungChartplatzierungen (Jahr, Titel, Album, Platzierungen, Wochen, Auszeichnungen, Anmerkungen) | Höchstplatzierung, Gesamtwochen, AuszeichnungChartplatzierungen (Jahr, Titel, Album, Platzierungen, Wochen, Auszeichnungen, Anmerkungen) | Anmerkungen                                                                                   |
| Jahr | Titel Album                                     | DE | AT | CH | UK | US | Anmerkungen                                                                                   |
| ---- | ----------------------------------------------- | --- | --- | --- | --- | --- | --------------------------------------------------------------------------------------------- |
| 2008 | Just Stand Up! –                                | — | AT73 (1 Wo.)AT | — | UK26 (3 Wo.)UK | US11 ×2Doppelplatin · (4 Wo.)US | Erstveröffentlichung: 21. August 2008 Verkäufe: + 2.000.000; mit Stand Up to Cancer           |
| 2010 | Everybody Hurts Hope for Haiti Now              | DE16 (7 Wo.)DE | AT23 (7 Wo.)AT | CH16 (2 Wo.)CH | UK1 Platin · (6 Wo.)UK | — | Erstveröffentlichung: 7. Februar 2010 Verkäufe: + 600.000; mit Helping Haiti                  |
| 2015 | Love Song to the Earth –                        | — | — | — | — | — | Erstveröffentlichung: 4. September 2015 Verkäufe: + 11.000; als Teil von Friends of the Earth |
| 2018 | You Are the Reason Only Human (Special Edition) | — | — | — | — | — | Erstveröffentlichung: 9. Februar 2018 Calum Scott feat. Leona Lewis                           |
| 2018 | Amore Gotti O.S.T.                              | — | — | — | — | — | Erstveröffentlichung: 15. Juni 2018 Pitbull feat. Leona Lewis                                 |

## Videoalben und Musikvideos

### Videoalben
| Jahr | Titel                               | Höchstplatzierung, Gesamtwochen, AuszeichnungChartplatzierungen (Jahr, Titel, Platzierungen, Wochen, Auszeichnungen, Anmerkungen) | Höchstplatzierung, Gesamtwochen, AuszeichnungChartplatzierungen (Jahr, Titel, Platzierungen, Wochen, Auszeichnungen, Anmerkungen) | Höchstplatzierung, Gesamtwochen, AuszeichnungChartplatzierungen (Jahr, Titel, Platzierungen, Wochen, Auszeichnungen, Anmerkungen) | Höchstplatzierung, Gesamtwochen, AuszeichnungChartplatzierungen (Jahr, Titel, Platzierungen, Wochen, Auszeichnungen, Anmerkungen) | Höchstplatzierung, Gesamtwochen, AuszeichnungChartplatzierungen (Jahr, Titel, Platzierungen, Wochen, Auszeichnungen, Anmerkungen) | Anmerkungen                |
| Jahr | Titel                               | DE | AT | CH | UK | US | Anmerkungen                |
| ---- | ----------------------------------- | --- | --- | --- | --- | --- | -------------------------- |
| 2010 | The Labyrinth Tour – Live at The O2 | — | — | — | UK4 Gold · (23 Wo.)UK | — | Erstveröffentlichung: 2010 |

### Musikvideos
| Jahr | Titel                        | Regie             |
| ---- | ---------------------------- | ----------------- |
| 2006 | A Moment Like This           | JT                |
| 2007 | Bleeding Love                | Melina Matsoukas  |
| 2008 | Bleeding Love (U.S. Version) | Jessy Terrero     |
| 2008 | Better in Time               | Sophie Muller     |
| 2008 | Footprints in the Sand       | Sophie Muller     |
| 2008 | Forgive Me                   | Wayne Isham       |
| 2008 | Run                          | Jake Nava         |
| 2009 | I Will Be                    | Melina Matsoukas  |
| 2009 | Happy                        | Jake Nava         |
| 2009 | I See You                    | Jake Nava         |
| 2010 | I Got You                    | Dave Meyers       |
| 2010 | Everybody Hurts              | Joseph Kahn       |
| 2010 | Inaspettata (Unexpected)     |                   |
| 2011 | Collide                      | Ethan Lader       |
| 2012 | Trouble                      | Raul B. Fernandez |
| 2012 | Lovebird                     |                   |
| 2015 | Love Song to the Earth       | Trey Fanjoy       |

## Sonderveröffentlichungen
Gastbeiträge
- 2010: Inaspettata (Biagio Antonacci feat. Leona Lewis)

## Statistik

### Chartauswertung
|                     | DE    | AT    | CH    | UK    | US    |
| ------------------- | ----- | ----- | ----- | ----- | ----- |
| Nummer-eins-Alben   | DE1DE | AT1AT | CH1CH | UK2UK | US1US |
| Top-10-Alben        | DE2DE | AT3AT | CH2CH | UK3UK | US1US |
| Alben in den Charts | DE5DE | AT4AT | CH5CH | UK5UK | US4US |

|                       | DE     | AT     | CH     | UK     | US    |
| --------------------- | ------ | ------ | ------ | ------ | ----- |
| Nummer-eins-Singles   | DE1DE  | AT2AT  | CH1CH  | UK4UK  | US1US |
| Top-10-Singles        | DE4DE  | AT4AT  | CH4CH  | UK11UK | US1US |
| Singles in den Charts | DE11DE | AT12AT | CH11CH | UK22UK | US6US |

|                          | DE    | AT    | CH    | UK    | US    |
| ------------------------ | ----- | ----- | ----- | ----- | ----- |
| Nummer-eins-Videoalben   | DE—DE | AT—AT | CH—CH | UK—UK | US—US |
| Top-10-Videoalben        | DE—DE | AT—AT | CH—CH | UK1UK | US—US |
| Videoalben in den Charts | DE—DE | AT—AT | CH—CH | UK1UK | US—US |

### Auszeichnungen für Musikverkäufe
| Goldene Schallplatte - Australien - 2008: für die Single Better in Time - Belgien - 2008: für die Single Bleeding Love - 2008: für das Album Spirit - Frankreich - 2008: für das Album Spirit - Griechenland - 2009: für das Album Spirit - Italien - 2019: für die Single Bleeding Love - Japan - 2008: für das Album Spirit - 2009: für die Single Bleeding Love (Mobile Downloads) - Kanada - 2008: für den Ringtone Bleeding Love - 2010: für das Album Echo - 2010: für die Single Happy - Neuseeland - 2008: für die Single Better in Time - Niederlande - 2009: für das Album Spirit - Polen - 2008: für das Album Spirit - Portugal - 2008: für das Album Spirit - Russland - 2008: für das Album Spirit - Schweden - 2008: für das Album Spirit - 2008: für die Single Bleeding Love - 2018: für die Single You Are the Reason - Ungarn - 2008: für das Album Spirit | Platin-Schallplatte - Australien - 2008: für das Album Spirit - Dänemark - 2008: für die Single Better in Time - Europa - 2010: für das Album Echo - Irland - 2009: für das Album Echo - Kanada - 2008: für das Album Spirit - 2008: für die Single Bleeding Love - Spanien - 2009: für die Single Bleeding Love 2× Platin-Schallplatte - Australien - 2008: für die Single Bleeding Love - Dänemark - 2008: für die Single Bleeding Love - Europa - 2008: für das Album Spirit - Kanada - 2019: für die Single You Are the Reason - Neuseeland - 2020: für das Album Spirit 5× Platin-Schallplatte - Neuseeland - 2025: für die Single Bleeding Love 7× Platin-Schallplatte - Irland - 2007: für das Album Spirit |

Anmerkung: Auszeichnungen in Ländern aus den Charttabellen bzw. Chartboxen sind in ebendiesen zu finden.
| Land/RegionAuszeichnungen für Musikverkäufe (Land/Region, Auszeichnungen, Verkäufe, Quellen) | Silber     | Gold       | Platin       | Verkäufe    | Quellen                                                      |
| -------------------------------------------------------------------------------------------- | ---------- | ---------- | ------------ | ----------- | ------------------------------------------------------------ |
| Australien (ARIA)                                                                            | —          | Gold1      | 3× Platin3   | 245.000     | aria.com.au                                                  |
| Belgien (BRMA)                                                                               | —          | 2× Gold2   | —            | 30.000      | ultratop.be                                                  |
| Dänemark (IFPI)                                                                              | —          | —          | 3× Platin3   | 45.000      | hitlisten.nu DK2                                             |
| Deutschland (BVMI)                                                                           | —          | 3× Gold3   | 7× Platin7   | 2.200.000   | musikindustrie.de                                            |
| Europa (IFPI)                                                                                | —          | —          | 3× Platin3   | (3.000.000) | ifpi.org (Memento vom 15. Oktober 2013 im Internet Archive)  |
| Frankreich (SNEP)                                                                            | —          | Gold1      | —            | 75.000      | snepmusique.com                                              |
| Griechenland (IFPI)                                                                          | —          | Gold1      | —            | 5.000       | Einzelnachweise                                              |
| Irland (IRMA)                                                                                | —          | —          | 8× Platin8   | 120.000     | irishcharts.ie                                               |
| Italien (FIMI)                                                                               | —          | Gold1      | —            | 25.000      | fimi.it                                                      |
| Japan (RIAJ)                                                                                 | —          | 2× Gold2   | —            | 200.000     | riaj.or.jp JP2                                               |
| Kanada (MC)                                                                                  | —          | 3× Gold3   | 4× Platin4   | 420.000     | musiccanada.com                                              |
| Neuseeland (RMNZ)                                                                            | —          | Gold1      | 7× Platin7   | 187.500     | aotearoamusiccharts.co.nz NZ2 NZ3                            |
| Niederlande (NVPI)                                                                           | —          | Gold1      | —            | 30.000      | nvpi.nl                                                      |
| Österreich (IFPI)                                                                            | —          | 3× Gold3   | Platin1      | 60.000      | ifpi.at                                                      |
| Polen (ZPAV)                                                                                 | —          | Gold1      | —            | 10.000      | olis.pl                                                      |
| Portugal (AFP)                                                                               | —          | Gold1      | —            | 10.000      | Einzelnachweise                                              |
| Russland (NFPF)                                                                              | —          | Gold1      | —            | 10.000      | afp.org.pt (Memento vom 24. Januar 2009 im Internet Archive) |
| Schweden (IFPI)                                                                              | —          | 3× Gold3   | —            | 50.000      | sverigetopplistan.se                                         |
| Schweiz (IFPI)                                                                               | —          | Gold1      | 2× Platin2   | 75.000      | hitparade.ch                                                 |
| Spanien (Promusicae)                                                                         | —          | —          | Platin1      | 40.000      | promusicae.es                                                |
| Ungarn (MAHASZ)                                                                              | —          | Gold1      | —            | 3.000       | slagerlistak.hu                                              |
| Vereinigte Staaten (RIAA)                                                                    | —          | —          | 5× Platin5   | 5.000.000   | riaa.com                                                     |
| Vereinigtes Königreich (BPI)                                                                 | 6× Silber6 | 2× Gold2   | 24× Platin24 | 11.985.000  | bpi.co.uk                                                    |
| Insgesamt                                                                                    | 6× Silber6 | 29× Gold29 | 68× Platin68 |             |                                                              |